# Storsjøen (Rendalen)
 For alternative betydninger, se Storsjøen. (Se også artikler, som begynder med Storsjøen)
Storsjøen er en sø i Rena-vassdraget i Rendalen kommune i Innlandet fylke i Norge. Søen er 35 kilometer lang, men kun 1,7 kilometer bred på det bredeste. Søen ligger 251 moh., og største dybde er 309 m. Arealet er 47,55 km² og volumet er er 7,07 km³.
Storsjøen får sit vand fra elven Rena med Lomnessjøen mod nord, fra Mistra mod nordøst, og fra en række små tilløb mod øst.
Af fisk er der i Storsjøen blandt andet sik (helt), ørred, stalling, knude (Lota lota) og fjeldørred.
Langs nordvestbredden går fylkesvei 30 over til Koppang, mens de øvrige bredder kun har mindre fylkesveje. Byen Koppang i Stor-Elvdal ligger 6 km mod vest, i Østerdalen.